# Estadio de Várzea
El estadio de Várzea es un campo de fútbol situado en la Avenida Cidade de Lisboa, del barrio de Várzea de la ciudad de Praia en la isla de Santiago de Cabo Verde. Es un estadio certificado por la FIFA para la celebración de partidos internacionales.
En este campo se disputan los partidos de fútbol de los diferentes campeonatos organizados por la asociación regional de fútbol de Santiago Sur.

## Historia
En el año 2004 la gestión del estadio pasa a ser realizada por la Asociación Regional de Fútbol de Santiago Sur, sin embargo los gastos del recinto siguen siendo a cargo del ayuntamiento de Praia.
El 15 de marzo de 2007 fue inaugurado el césped artificial del campo, sustituyendo la hierba que existía antes en muy malas condiciones debido a que el clima que no es favorable para el césped natural. Se homologa para poder acoger los partidos internacionales, siendo el primero del país en estar habilitado por la FIFA. El precio de la obra costó 545.000 euros.
A finales de 2010 se instala luz artificial al estadio. En 2011 se dota de asientos, y el estadio se queda con el actual aforo de 8.000 personas. Hasta el año 2013 la selección de fútbol de Cabo Verde ha venido disputando los partidos como local en esta estadio, hasta que se mudó al estadio Nacional de Cabo Verde.